# Esquí alpí als Jocs Olímpics d'hivern de 2006 - Descens masculí
Als Jocs Olímpics d'Hivern de 2006 celebrats a la ciutat de Torí (Itàlia) es disputà una prova masculina de descens d'esquí alpí, que unida a la resta de proves conformà el programa oficial dels Jocs.
La prova es va fer el 12 de febrer de 2006 a les instal·lacions de Sestriere. Hi participaren un total de 55 esquiadors de 25 comitès nacionals diferents.
La prova de descens masculina fou la primera prova alpina en disputar-se als Jocs Olímpics d'hivern de 2006. La prova es disputà en una pista situada a Sestriere amb un desnivell de més de 800 metres, la sortida se situà a 2.800 metres i l'arribada a 914 metres, i sobre una distància de 3,30 quilòmetres. El temps guanyador d'Antoine Deneriaz va ser d'1:48.80 minuts, amb una velocitat mitjana de cursa de 109,2 km/h.

## Resum de medalles
| Or               | Argent             | Bronze       |
| Antoine Dénériaz | Michael Walchhofer | Bruno Kernen |

## Resultats

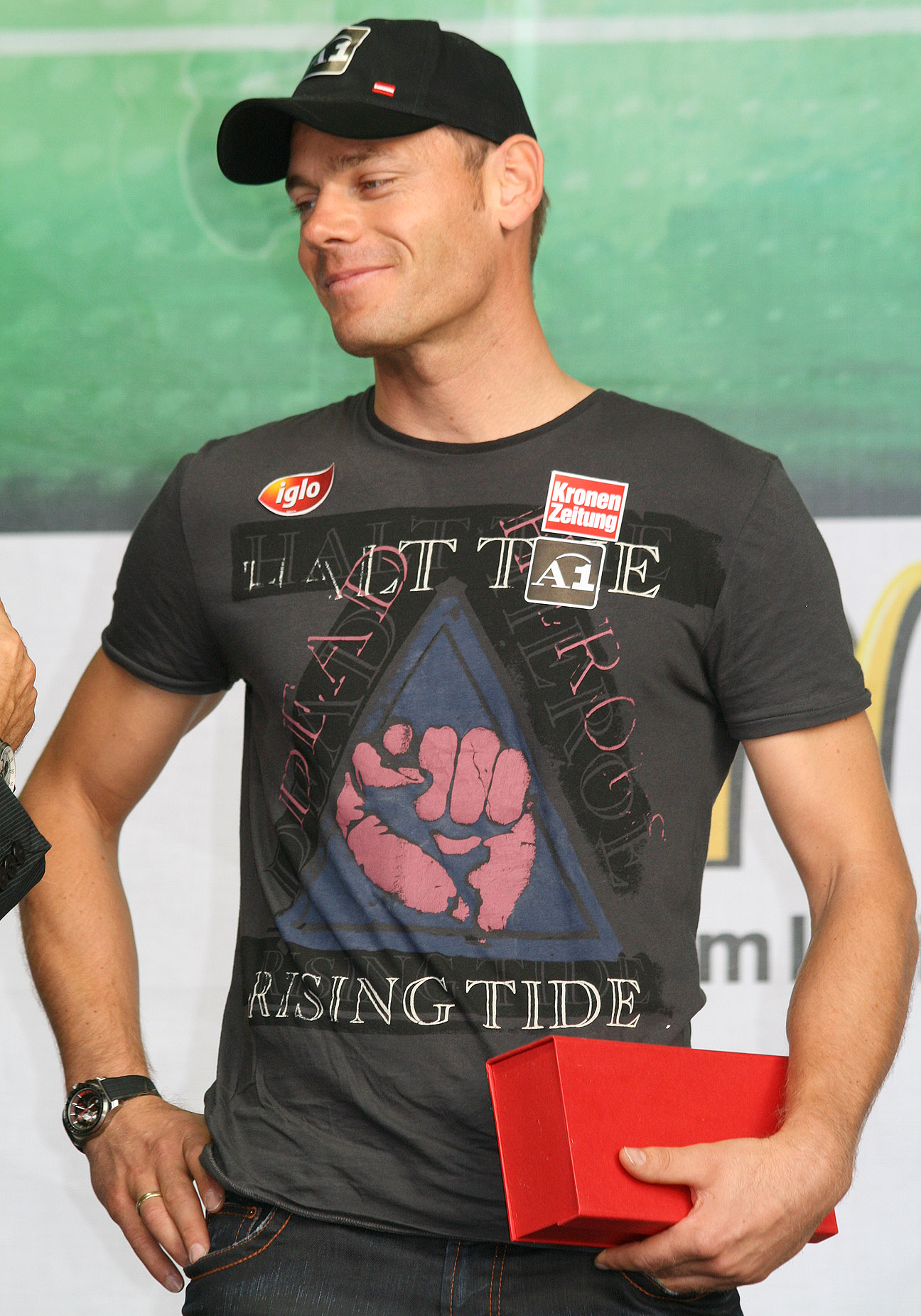
Michael Walchhofer, guanyador de la medalla de plata.

| Pos. | Nom                      | CON           | Temps        | Dif.         |
| ---- | ------------------------ | ------------- | ------------ | ------------ |
| 1    | Antoine Dénériaz         | França        | 1:48.80      |              |
| 2    | Michael Walchhofer       | Àustria       | 1:49.52      | +0.72        |
| 3    | Bruno Kernen             | Suïssa        | 1:49.82      | +1.02        |
| 4    | Kjetil André Aamodt      | Noruega       | 1:49.88      | +1.08        |
| 5    | Bode Miller              | Estats Units  | 1:49.93      | +1.13        |
| 6    | Hermann Maier            | Àustria       | 1:50.00      | +1.20        |
| 7    | Marco Büchel             | Liechtenstein | 1:50.04      | +1.24        |
| 8    | Fritz Strobl             | Àustria       | 1:50.12      | +1.32        |
| 9    | Patrick Staudacher       | Itàlia        | 1:50.29      | +1.49        |
| 10   | Daron Rahlves            | Estats Units  | 1:50.33      | +1.53        |
| 11   | Pierre-Emmanuel Dalcin   | França        | 1:50.35      | +1.55        |
| 12   | Tobias Grünenfelder      | Suïssa        | 1:50.44      | +1.64        |
| 13   | Manuel Osborne-Paradis   | Canadà        | 1:50.45      | +1.65        |
| 14   | Lasse Kjus               | Noruega       | 1:50.64      | +1.84        |
| 15   | Scott Macartney          | Estats Units  | 1:50.68      | +1.88        |
| 16   | François Bourque         | Canadà        | 1:50.70      | +1.90        |
| 17   | Ambrosi Hoffmann         | Suïssa        | 1:50.72      | +1.92        |
| 18   | Kurt Sulzenbacher        | Itàlia        | 1:50.84      | +2.04        |
| 19   | Steve Nyman              | Estats Units  | 1:50.88      | +2.08        |
| 19   | Peter Fill               | Itàlia        | 1:50.88      | +2.08        |
| 21   | Aksel Lund Svindal       | Noruega       | 1:50.90      | +2.10        |
| 22   | Klaus Kröll              | Àustria       | 1:50.91      | +2.11        |
| 23   | Kristian Ghedina         | Itàlia        | 1:50.98      | +2.18        |
| 24   | Yannick Bertrand         | França        | 1:51.37      | +2.57        |
| 25   | Finlay Mickel            | Regne Unit    | 1:51.48      | +2.68        |
| 26   | Didier Défago            | Suïssa        | 1:51.51      | +2.71        |
| 27   | John Kucera              | Canadà        | 1:51.55      | +2.75        |
| 28   | Andrej Jerman            | Eslovènia     | 1:51.70      | +2.90        |
| 29   | Bjarne Solbakken         | Noruega       | 1:51.72      | +2.92        |
| 30   | Pavel Chestakov          | Rússia        | 1:51.93      | +3.13        |
| 31   | Andrej Šporn             | Eslovènia     | 1:52.17      | +3.37        |
| 32   | Craig Branch             | Austràlia     | 1:52.55      | +3.75        |
| 33   | Patrik Järbyn            | Suècia        | 1:52.87      | +4.07        |
| 34   | Petr Záhrobský           | Txèquia       | 1:52.90      | +4.10        |
| 35   | Claudio Sprecher         | Liechtenstein | 1:53.34      | +4.54        |
| 36   | Bořek Zakouřil           | Txèquia       | 1:54.07      | +5.27        |
| 37   | Roger Cruickshank        | Regne Unit    | 1:54.65      | +5.85        |
| 38   | Alexandr Horoshilov      | Rússia        | 1:54.70      | +5.90        |
| 39   | Alex Antor               | Andorra       | 1:55.01      | +6.21        |
| 40   | Konstantin Sats          | Rússia        | 1:55.03      | +6.23        |
| 41   | Mikael Gayme             | Xile          | 1:55.73      | +6.93        |
| 42   | Maui Gayme               | Xile          | 1:56.10      | +7.30        |
| 43   | Nikolai Hentsch          | Brasil        | 1:56.58      | +7.78        |
| 44   | Michał Kałwa             | Polònia       | 1:56.81      | +8.01        |
| 45   | Jaroslav Babušiak        | Eslovàquia    | 1:57.45      | +8.65        |
| 46   | Renārs Doršs             | Letònia       | 1:57.54      | +8.74        |
| 47   | Nikolay Skriabin         | Ucraïna       | 1:57.56      | +8.76        |
| 48   | Sindri M. Pálsson        | Islàndia      | 1:57.69      | +8.89        |
| 49   | Jorge Mandrú             | Xile          | 1:58.77      | +9.97        |
| 50   | Roger Vidosa             | Andorra       | 1:59.24      | +10.44       |
| 51   | Andrei Drygin            | Tadjikistan   | 1:59.41      | +10.61       |
| 52   | Alexander Heath          | Sud-àfrica    | 1:59.79      | +10.99       |
| 53   | Florentin-Daniel Nicolae | Romania       | 2:00.93      | +12.13       |
| —    | Ondřej Bank              | Txèquia       | No finalitzà | No finalitzà |
| —    | Ivan Heimschild          | Eslovàquia    | No finalitzà | No finalitzà |